# یوتارو میورا
یوتارو میورا (انگلیسی: Yutaro Miura؛ زادهٔ ۳۰ آوریل ۱۹۸۴) بازیگر، و خواننده-ترانه‌پرداز اهل ژاپن است.